# Eddie Flashin’ Fowlkes
Eddie Flashin’ Fowlkes (* 1962) ist ein US-amerikanischer DJ. Er fing mit 14 Jahren an, Mixtapes aufzunehmen. Sein erstes Booking als DJ hatte er 1981 auf einer Campus-Party. Seinen Beinamen erhielt er durch seine Mixingskills und Scratches. Fowlkes war zu dieser Zeit mit Detroit-Legenden wie Derrick May oder Juan Atkins befreundet. Sein Musik-Debüt gab er 1986 auf dem Label Metroplex. Außerdem veröffentlichte er auf KMS Records, 430 West („Inequality“) und PIAS Recordings. Seine Musik bezeichnet der Künstler selbst als „black technosoul“ und meint damit seine Einflüsse aus Deep House und Soul.
Ab den 1990er Jahren veröffentlichte er auf Jump Street, React Music, Peacefrog Records und dem Berliner Label Tresor Records.

## Diskographie
- EP (12") City Boy
- Night Creepin' (12") Simply Soul
- Goodbye Kiss (12") Metroplex 1986
- Get It Live / In The Mix (12") Metroplex 1987
- Goodbye Kiss (12") Macola Record Co. 1987
- Standing In The Rain (12") Spinnin' Records (US) 1989
- Detroit Techno Soul (12") M.I.D. Records (Made In Detroit) 1991
- Inequality (12") 430 West 1991
- Serious Techno Vol.1 (12") Lafayette 1991
- 3MB Featuring Eddie 'Flashin' Fowlkes (CD) Tresor 1992
- 3MB Featuring Eddie 'Flashin' Fowlkes (2xLP) Tresor 1992
- Mad In Detroit! EP (12") United Recordings 1992
- Passion (12") Groove Kissing 1992
- The Feeling / F.F. In Crime (12") Groove Kissing 1992
- Time To Express (12") Lower East Side Records 1992
- Turn Me Out (12") M.I.D. Records (Made In Detroit) 1992
- I Wanna Know (12") Infonet 1993
- I Wanna Know (12") Infonet 1993
- I'm A Winner Not A Loser (12") Infonet 1993
- I'm A Winner Not A Loser (12") Infonet 1993
- Music In My Head / Macro (12") Pow Wow Records 1993
- One Dance / Stella (12") Global Cuts 1993
- The Birth Of Technosoul (CD) Tresor 1993
- The Birth Of Technosoul (2x12") Tresor 1993
- The Birth Of Technosoul (CD) Pow Wow Records 1993
- Warwick (12") Global Cuts 1993
- EP (12") City Boy 1994
- Let Us Pray (Limited Edition) (12") Bold ! Soul Records 1995
- Stella 2 (12") Peacefrog Records 1995
- The Truth EP (12") Back To Basics 1995
- Black Technosoul (CD) Tresor 1996
- Groovin / C.B.R (12") Tresor 1996
- City Dub 3 (12") City Boy 1997
- Deep Pit (CD5") Dance Pool 1997
- Deep Pit (12") Dance Pool 1997
- Soul Train (12") Paper Recordings 1998
- Oh Lord (12") Azuli Records 1999
- Angel In My Pocket (12") Undaground Therapy Muzik 2000
- Angel In My Pocket (2x12") Undaground Therapy Muzik 2000
- My Soul (Archiv #05) (12") Tresor 2002